# Robert L. J. Long

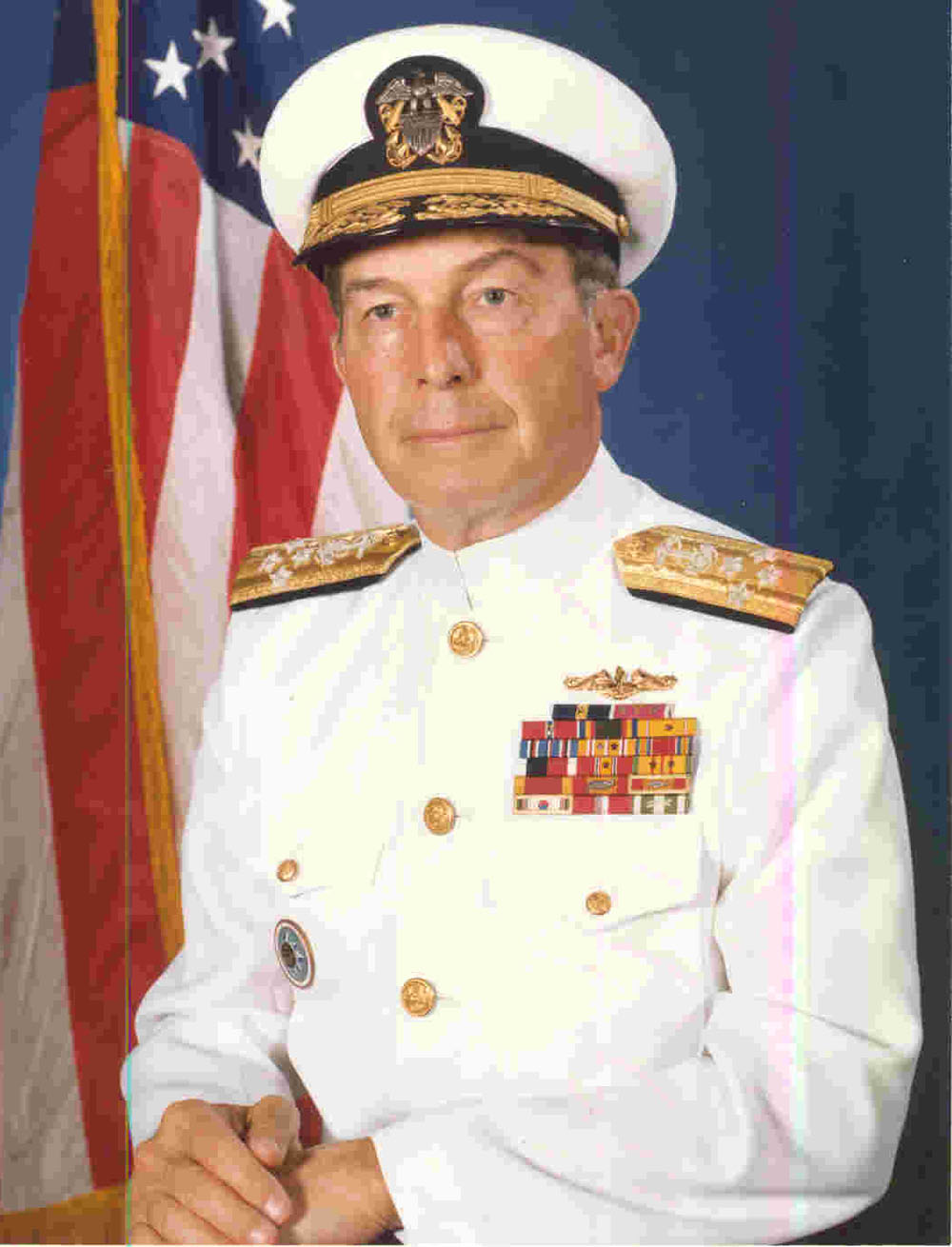
Admiral Robert L. J. Long

Robert „Bob“ Lyman John Long (* 29. Mai 1920 in Kansas City, Missouri; † 28. Juni 2002 in Bethesda, Maryland) war ein US-amerikanischer Admiral der US Navy, der zwischen 1977 und 1979 Vice Chief of Naval Operations sowie von 1979 bis 1983 Befehlshaber des US Pacific Command war.
Während der Amtszeit von US-Präsident Ronald Reagan wurde er vom Präsidenten mit der Untersuchung des Anschlages auf den US-Stützpunkt in Beirut am 23. Oktober 1983 betraut, bei dem insgesamt 299 Soldaten und 6 Zivilisten getötet wurden, darunter 241 US-Soldaten.

## Leben

### Militärische Ausbildung, Zweiter Weltkrieg und Nachkriegszeit
Long begann nach dem Besuch der Paseo High School und der Kansas City Junior College 1940 seine militärische Ausbildung an der US Naval Academy in Annapolis, die er 1943 als Leutnant zur See aufgrund eines nach dem Eintritt der USA in den Zweiten Weltkrieg nach dem Angriff auf Pearl Harbor am 7. Dezember 1941 durch die Kaiserlich Japanischen Marineluftstreitkräfte verkürzten dreijährigen Lehrgangs vorzeitig abschloss.
Im Anschluss fand er Verwendung auf dem Schlachtschiff Colorado und nahm auf diesem am Pazifikkrieg teil. Für seine dortigen militärischen Verdienste bei Kampfeinsätzen gegen die Kaiserlich Japanische Marine in der Schlacht in der Philippinensee im Juni 1944 sowie der Schlacht um Okinawa von April bis Juni 1945 wurde er mit dem Bronze Star mit dem Zusatz Combat V ausgezeichnet.
Nach Ende des Zweiten Weltkriegs absolvierte Long zusätzliche Ausbildungen an der U-Boot-Schule und lehrte zeitweilig als Dozent bei der  Naval Reserve Officer Training Unit an der University of North Carolina at Chapel Hill. Er übernahm nach verschiedenen Verwendungen bei den U-Boot-Verbänden sowie Abschluss des Naval War College in Newport 1954 sein erstes Kommando über ein Schiff, und zwar über das zur Tench-Klasse gehörende U-Boot USS Sea Leopard. 1959 wurde er Offizier im Stab von Vizeadmiral Hyman Rickover, der als Vater der US-Atommarine gilt.

### Das Polaris-Projekt

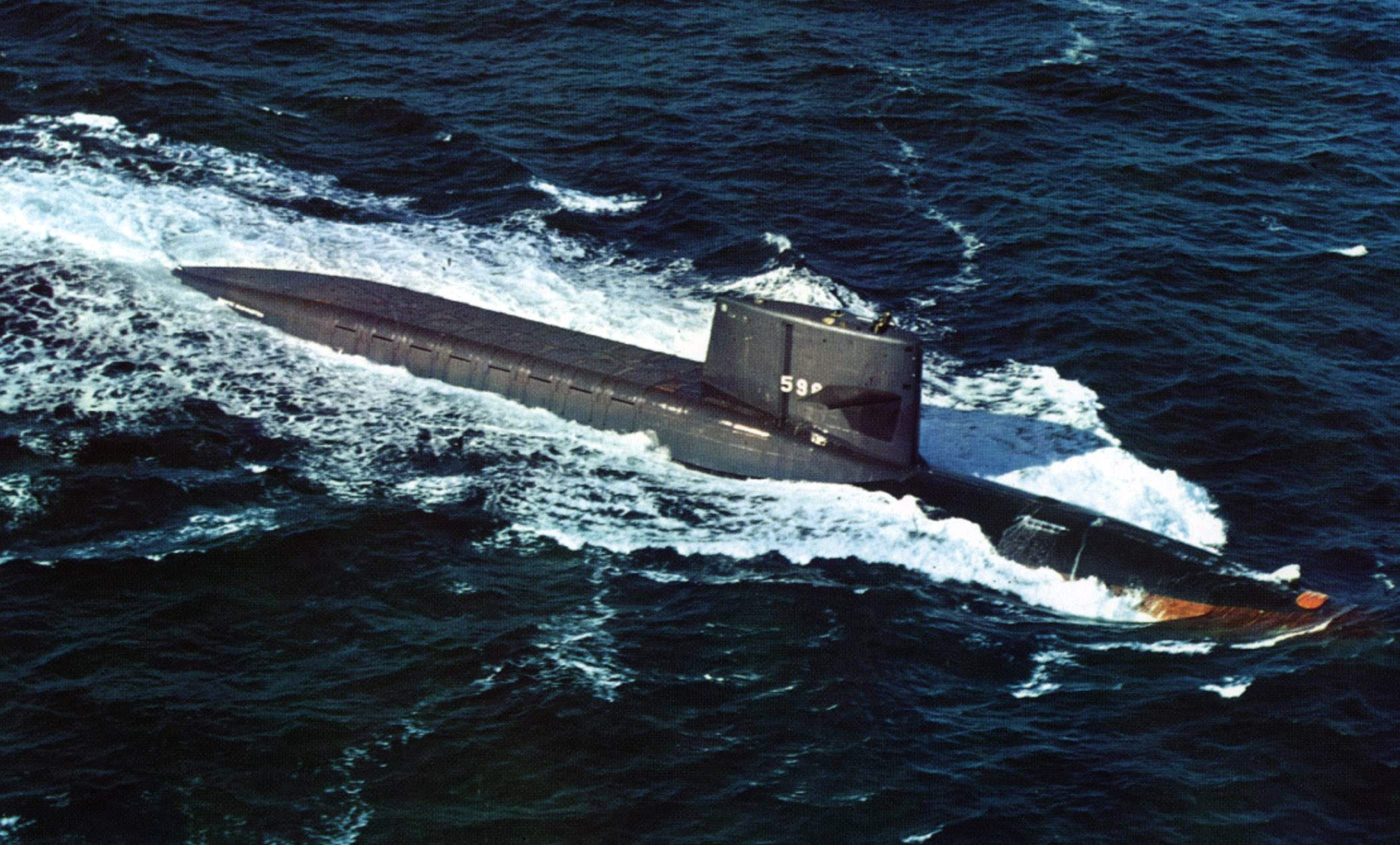
1960 wurde Long einer der Kommandanten des nukleargetriebenen U-Bootes USS Patrick Henry

Nachdem Fregattenkapitän Long eine Fortbildung für das Atomenergieprogramm der US Navy absolviert hatte, wurde er 1960 einer der Kommandanten der USS Patrick Henry, ein zur George-Washington-Klasse gehörendes nukleargetriebenes U-Booten mit ballistischen Raketen. Er war Kommandant der sogenannten „goldenen (zweiten) Mannschaft“ (Gold Crew), die mit der von Harold E. Shear kommandierten „blauen (ersten) Mannschaft“ (Blue Crew) alternierend das Personal für die USS Patrick Henry stellte, was bei den Atom-U-Booten üblich war, um die Unterwassereinsätze dieser Einheiten zu erhöhen.
Im August 1963 wurde Kapitän zur See Long erster Kommandant der USS Casimir Pulaski, ein zur James-Madison-Klasse gehörendes U-Boot, das mit Mittelstreckenraketen vom Typ UGM-27 Polaris ausgestattet war, also 'Submarine-launched ballistic missiles' (SLBM) waren. Die Casimir Pulaski wurde offiziell am 14. August 1964 in Dienst gestellt. Dieses Mal war er Kommandant der ersten (blauen) Mannschaft, während die zweite (goldene) Crew von Fregattenkapitän Thomas B. Brittain, Jr., kommandiert wurde.

### Adjutant des Vize-Marineministers und Flaggoffizier
Nach Beendigung seiner Verwendung als Kommandant der USS Casimir Pulaski wurde Kapitän zur See Long im August 1966 Verwaltungsassistent (Executive Assistant) und Marineadjutant (Naval Aide) des damaligen Vize-Marineministers (US Under Secretary of the Navy) Robert H. B. Baldwin und verblieb auf dieser Funktion zwei Jahre lang auch bei dessen Nachfolger Charles F. Baird bis August 1968. Für die dortigen Verdienste wurde ihm im Februar 1969 erstmals der Legion of Merit verliehen.
Nach seiner Tätigkeit im Marineministerium (US Department of the Navy) erfolgte 1968 seine Beförderung zum Konteradmiral. Als solcher war er Kommandant der Service Group Three, die als Einsatzgruppe (Task Force 73) fungierte. Daraufhin wurde er Stellvertretender Befehlshaber für Flottenwartung und logistische Unterstützung (Deputy Commander for Fleet Maintenance and Logistic Support) des Schiffssystemkommando der US-Marine (Naval Ship Systems Command).
Im Juni 1972 wurde Long zum Vizeadmiral befördert und übernahm als solcher die Position als Befehlshaber der U-Boot-Verbände (Submarine Force) der US-Atlantikflotte (US Atlantic Fleet), ehe er 1974 Stellvertretender Chef für Marineoperationen für U-Bootkriegsführung (Deputy Chief of Naval Operations for Submarine Warfare) wurde.

### Admiral der US Navy

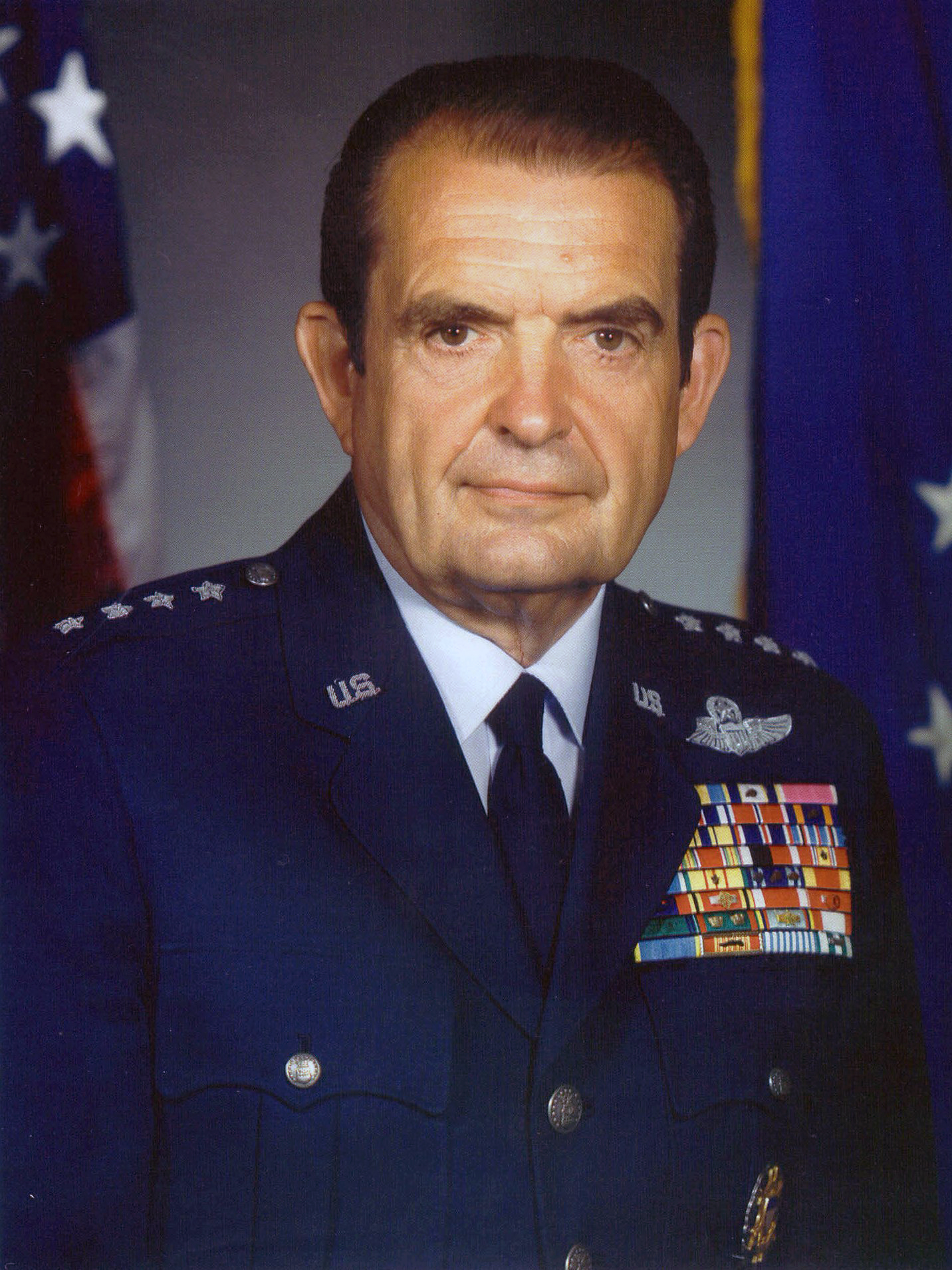
1982 galt Long als möglicher Nachfolger von General David C. Jones als Chairman of the Joint Chiefs of Staff

Im Juli 1977 erhielt Long seine Beförderung zum Admiral und wurde als Nachfolger von Admiral Harold E. Shear, der wiederum Oberkommandierender der Allied Forces Southern Europe (AFSOUTH) der NATO wurde, die Funktion als Vice Chief of Naval Operations (VCNO) und bekleidete damit nach dem Chief of Naval Operations die zweithöchste Funktion innerhalb der Führung der US Navy. Dieses Amt übte er bis April 1979 aus und wurde daraufhin von Admiral James D. Watkins abgelöst. Aufgrund seiner Verdienste in dieser Funktion wurde er mit der Navy Distinguished Service Medal sowie einem weiteren Legion of Merit geehrt, der ihm stattdessen als goldener Stern zu seinem ersten Legion of Merit verliehen wurde.
Im Anschluss wurde Admiral Long am 31. Oktober 1979 Nachfolger von Maurice F. Weisner als Oberbefehlshaber des US Pacific Command (USPACOM), das für den pazifischen und südostasiatischen Raum zuständige teilstreitkräfteübergreifende Regionalkommando der US-Streitkräfte.
Nach Beendigung der Amtszeit von General David C. Jones als Chairman of the Joint Chiefs of Staff am 18. Juni 1982 galt Long als dessen möglicher Nachfolger. Allerdings entschied sich US-Präsident Reagan für die Ernennung von General John W. Vessey, Jr. zum Vorsitzenden der Vereinigten Stabschefs. Long blieb stattdessen Oberbefehlshaber des USPACOM bis zu seinem Ausscheiden aus dem aktiven militärischen Dienst und wurde am 1. Juli 1983 von Admiral William J. Crowe, Jr. abgelöst. Für seine Leistungen in dieser Funktion wurde er abermals mit der Navy Distinguished Service Medal sowie einem weiteren Legion of Merit geehrt, der ihm stattdessen als zweiter goldener Stern zu seinem ersten Legion of Merit verliehen wurde.

### Der Anschlag auf den US-Stützpunkt in Beirut 1983

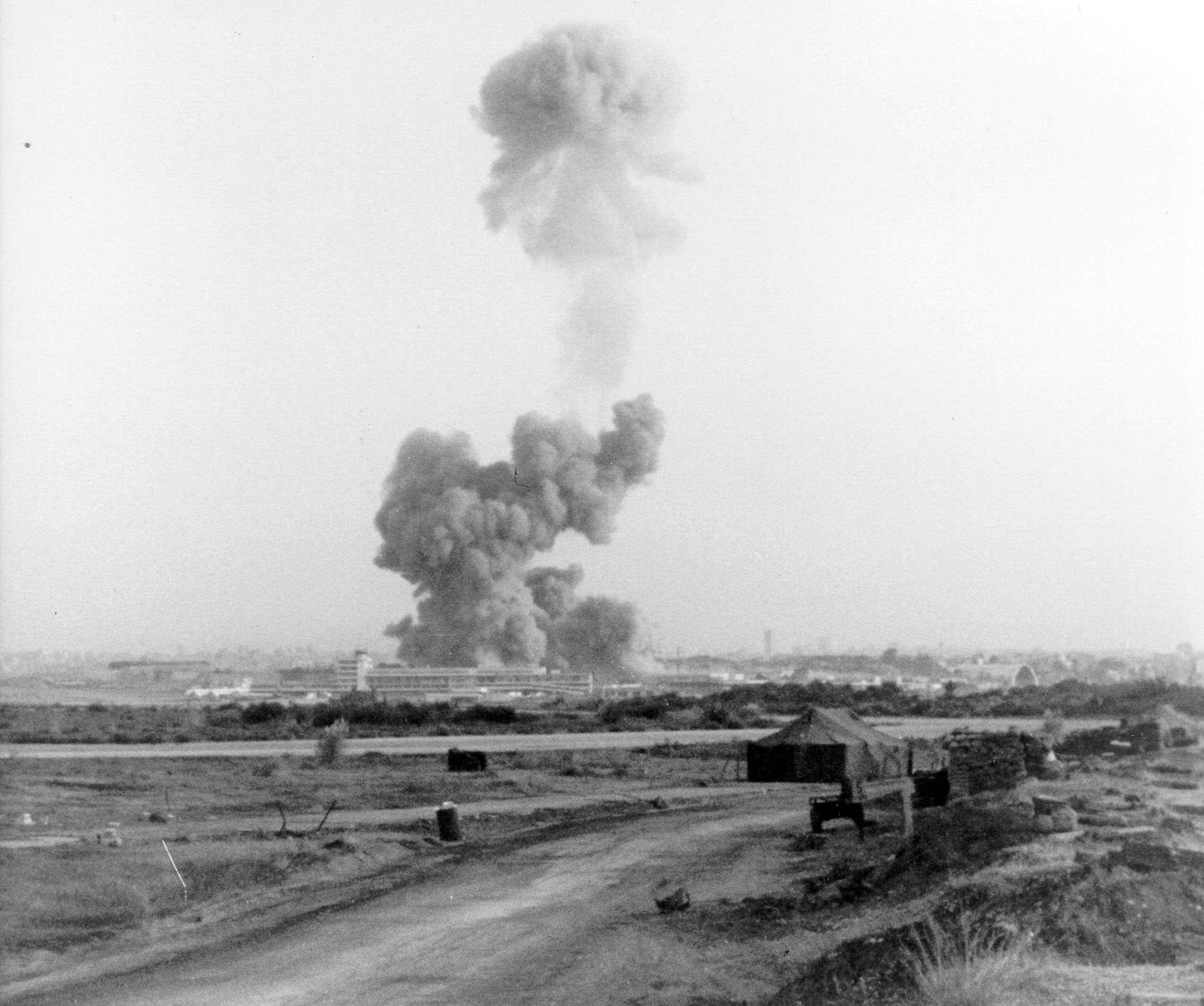
Eine Rauchwolke nach dem Anschlag auf den Stützpunkt in der Nähe des Flughafens von Beirut am 23. Oktober 1983

Nach dem Anschlag auf den US-Stützpunkt in Beirut am 23. Oktober 1983, bei dem insgesamt 299 Soldaten und 6 Zivilisten getötet wurden, darunter 241 US-Soldaten, wurde Long von US-Präsident Ronald Reagan und Verteidigungsminister Caspar Weinberger zusammen mit vier anderen Mitarbeitern des US-Verteidigungsministeriums mit der Untersuchung des Anschlages betraut. Die Untersuchungskommission befragte US-Offiziere in Washington, D.C., Europa und im Libanon zu dem Umstand, warum die Einrichtung des US Marine Corps in Beirut nicht besser bewacht wurde, so dass ein Terrorist mit einem mit Sprengstoff beladenen LKW in die Militäreinrichtung fahren konnte.
Am 28. Dezember 1983 legte die Untersuchungskommission unter Longs Vorsitz ihren Abschlussbericht vor. Zuvor hatte Präsident Reagan bereits erklärt, dass die örtlichen Kommandeure der Einrichtung nicht für die unzureichende Sicherung der US-Marines bestraft werden sollten. Long erklärte gegenüber Verteidigungsminister Weinberger, dass er eine strafrechtliche Anklage gegen die verantwortlichen Offiziere der US-Marine ebenfalls nicht für notwendig hielt, aber andere Konsequenzen nicht ausgeschlossen werden sollten.
Später engagierte sich Long von 1991 bis 1994 als Präsident der Ehemaligenvereinigung der US Naval Academy (Naval Academy Alumni Association).

## Auszeichnungen
- Navy Distinguished Service Medal (2 x)
- Legion of Merit (3 x)
- Bronze Star